# Meyne Wyatt
Meyne Wyatt es un actor australiano, conocido por haber interpretado a Nate Kinski en la serie Neighbours.

## Biografía
Es hijo de Brian (un trabajador de una organización) y Sue (una pintora e ilustradora de libros para niños), es el más joven de cuatro hermanos.
Meyne tiene herencia indígena.
En el 2010 se graduó de la prestigiosa escuela National Institute of Dramatic Art "NIDA".
Wyatt completó un curso de teatro en la Western Australian Academy of Performing Arts "WAAPA".

## Carrera
En el 2013 apareció en la serie Redfern Now donde interpretó a Justin Myles, un hombre cuyo bebé desaparece durante el episodio "Babe in Arms".
Ese mismo año apareció en la película The Turning donde dio vida a Frank Leaper, un futbolista que se aleja en el mejor momento de su carrera.
El 18 de agosto de 2014 se unió elenco principal de la popular serie australiana Neighbours donde interpretó a Nathaniel "Nate" Kinski, hasta el 2 de junio de 2016 después de que su personaje decidiera mudarse a Shoal Bay para re-alistarse en el ejército.
En el 2015 interpretó a Burtie en la película Strangerland, en donde compartió créditos con los famosos actores Nicole Kidman, Hugo Weaving y Joseph Fiennes.

## Filmografía

### Series de televisión
| Año         | Título          | Personaje    | Notas                   |
| ----------- | --------------- | ------------ | ----------------------- |
| 2014 - 2016 | Neighbours      | Nate Kinski  | 295 episodios           |
| 2014        | Black Comedy    | Invitado     | 5 episodios             |
| 2014        | Hush the Series | Will Kalig   | -                       |
| 2013        | Redfern Now     | Justin Myles | episodio "Babe in Arms" |

### Películas
| Año  | Título              | Personaje       | Notas                                                                                                |
| ---- | ------------------- | --------------- | --- |
| 2015 | Exhale              | Chaz            | corto - junto a Andrew Steel, Justin Rosniak, Nicole Shostak & Andreas Lohmeyer                      |
| 2015 | Strangerland        | Burtie          | junto a Nicole Kidman, Hugo Weaving, Joseph Fiennes, Sean Keenan, Maddison Brown & Benedict Hardie   |
| 2013 | The Broken Shore    | Donny Coulter   | junto a Don Hany, Claudia Karvan, Anthony Hayes, Erik Thomson, Dan Wyllie, Tony Briggs & Wayne Blair |
| 2013 | The Turning: Family | Frank Leaper    | junto a Wayne Blair                                                                                  |
| 2012 | The Sapphires       | Jimmy Middleton | junto a Miranda Tapsell, Deborah Mailman, Jessica Mauboy, Shari Sebbens & Chris O'Dowd               |

### Teatro
| Año  | Obra                 | Personaje | Director  | Teatro              | Notas                                                                        |
| ---- | -------------------- | --------- | --------- | ------------------- | ---------------------------------------------------------------------------- |
| 2013 | Peter Pan            | Peter Pan | -         | New Victory Theater | junto a Uli Latukefu, Geraldine Hakewill, Megan Holloway & Charlie Garber    |
| 2012 | The School for Wives | Horace    | Lee Lewis | -                   | junto a Harriet Dyer, Damien Richardson, Andrew Johnston & Alexandra Aldrich |
| 2011 | Silent Disco         | Squid     | Lee Lewis | Griffin Theatre     | junto a Sophie Hensser, Camilla Ah Kin & Kirk Page                           |

## Premios y nominaciones
| Año  | Categoría                             | Premio               | Serie/Obra   | Resultado |
| ---- | ------------------------------------- | -------------------- | ------------ | --------- |
| 2014 | Best Lead Actor in a Television Drama | AACTA Award          | Redfern Now  | Nominado  |
| 2014 | Most Outstanding New Talent           | Graham Kennedy Award | Redfern Now  | Nominado  |
| 2011 | Best Newcomer                         | Sydney Theatre Award | Silent Disco | Ganador   |